# Нуссбаум, Цви

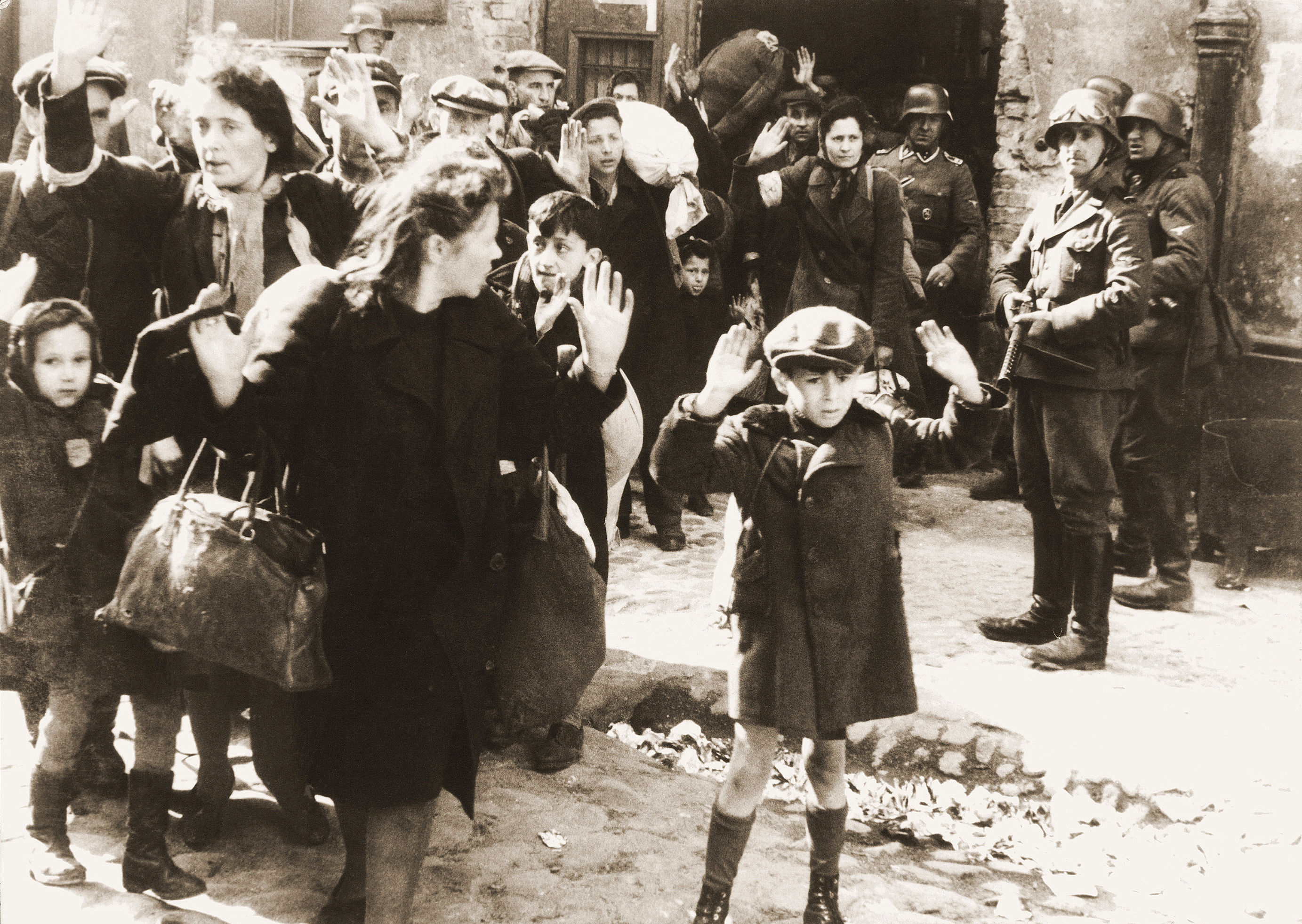
Арест евреев во время восстания в Варшавском гетто. Маленький мальчик впереди — вероятно, Цви Нуссбаум

Цви Хаим Нуссбаум (Тель-Авив, 31 августа 1935 года — Нью-Йорк, 2 июля 2012 года) — выживший в Холокосте, известный как, возможно, мальчик со знаменитой фотографии Варшавского гетто из рапорта Штропа.

## Биография
Родители Нуссбаума иммигрировали в Палестину в 1935 году. Тем не менее, они нашли жизнь там слишком тяжёлой и возвратились в 1939 году в Сандомир в Польше. После немецкого вторжения в Польшу в 1939 году мать и отец были убиты ещё до того, как евреи региона были отправлены в нацистские концентрационные лагеря. Братья Цви исчезли, и он никогда больше их не видел. Вскоре после этого Цви и его тётя переехали в Варшаву и, выдавая себя за неевреев, жили там более года. Когда их поймали, они были депортированы в концлагерь Берген-Бельзен.
После 1945 года Цви переехал в Палестину. Через восемь лет он переехал из Израиля в Соединённые Штаты. Первоначально не говорил по-английски, но позднее выучил язык, получил медицинское образование и стал отоларингологом в Нью-Йорке.

## Оспаривание идентификации
Есть несколько соображений относительно того, что Нуссбаум не является мальчиком с той фотографии. Семья Нуссбаум была арестована в Польском отеле, который находился не в Варшавском гетто, где, как полагают, были сняты все фотографии из рапорта Штропа. Кроме того, утверждается, что арест состоялся 13 июля 1943. Но это почти через два месяца после того, как рапорт Штропа был подготовлен и отправлен Гиммлеру и Крюгеру. Немецкие солдаты не были бы в полной боевой форме в отеле. Тёплая одежда, в которую одеты большинство евреев, показывает, что снимок был сделан в мае.